# Delilah (owad)
Delilah – rodzaj chrząszczy z rodziny kózkowatych i podrodziny zgrzypikowych.

## Zasięg występowania
Przedstawiciele tego rodzaju występują w Ameryce Południowej, w Brazylii oraz Peru.

## Systematyka
Do Delilah należą 2 gatunki:
- Delilah gilvicornis
- Delilah subfasciata